# Eupithecia ruficorpus
Eupithecia ruficorpus är en fjärilsart som beskrevs av W. Warren 1897. Eupithecia ruficorpus ingår i släktet Eupithecia och familjen mätare. Inga underarter finns listade i Catalogue of Life.